# Kinesiske ekspedition til Tibet (1720)
Den kinesiske ekspedition til Tibet eller den kinesiske erobring af Tibet i 1720  var en militær ekspedition sendt af Qing-dynastiet for at uddrive de invaderende styrker fra Dzungar-khanatet fra Tibet og etablere et kinesisk protektorat over landet. Ekspeditionen besatte Lhasa og markerede begyndelsen på Qing-styret i Tibet, hvilket varede indtil dynastiets fald i 1912.

## Historie
Khoshut-prinsen Güshi Khan væltede prinsen af Ü-Tsang og etablerede Khoshut-khanatet på det tibetanske plateau i 1642. Som den vigtigste støtte for Gelug-skolen inden for tibetansk buddhisme gjorde han den 5. Dalai Lama til den højeste åndelige og politiske myndighed i Tibet og etablerede regimet kendt som Ganden Phodrang samme år. Dzungar-khanatet under Tsewang Rabtan invaderede Tibet i 1717, indsatte Ngawang Yeshey Gyatso, Lha-Bzang Khans kandidat til Dalai Lama, som var den sidste hersker af Khoshut-khanatet og dræbte Lhazang Khan og hele hans familie. De eliminerede også en lille styrke ved slaget ved Salween-floden, som Kangxi-kejseren i Qing-dynastiet havde sendt for at rydde traditionelle handelsruter i 1718.  Som reaktion udsendtes en ekspedition sendt af Kangxi-kejseren sammen med tibetanske styrker under polanerne i Ü-Tsang og Khangchenné (også Gangchenney), guvernøren i det vestlige Tibet  fordrev dzungarerne fra Tibet i 1720 som patroner af Khoshut og befriere af Tibet fra dzungarer. Qing indsatte en ny, mere populær Dalai Lama, Kelzang Gyatso som den 7. Dalai Lama og efterlod et garnison på 3.000 mænd i Lhasa. Med tiden kom Qing til at se sig selv som overherrer over Tibet , og Tibet blev omdannet til et protektorat under manchuerne. Qing fjernede den indfødte civile regering, der havde eksisteret i Lhasa siden styret under den 5. Dalai Lama og skabte et tibetansk kabinet eller ministerråd kaldet Kashag i 1721. Dette råd skulle regere Tibet under nært tilsyn af kinesernes garnisonskommandør stationeret i Lhasa, som ofte blandede sig i Kashags beslutninger, især når kinesiske interesser var på spil. Khangchenné blev den første regerende prins, som ledede Kashag under Qing-dynastiets overherredømme. Dette indledte perioden med Qings administrative styre af Tibet, som varede indtil Qing-dynastiets fald i 1912.
På flere steder som Lhasa, Batang, Dartsendo, Lhari, Chamdo og Litang blev Den Grønne Standardhærs tropper udstationeret under hele Dzungar-krigen. Den Grønne Standardhærs tropper og Manchuriske bannermænd var begge dele af Qing-styrken, der kæmpede i Tibet i krigen mod dzungarerne. Det blev sagt, at Sichuan-kommandanten Yue Zhongqi (en efterkommer af Yue Fei) først kom ind i Lhasa, da de 2.000 grønne standard soldater og 1.000 manchu-soldater på "Sichuan-ruten" havde taget magten i Lhasa. Ifølge Mark C. Elliott brugte Qing-dynastiet efter 1728 foretrinsvis folk fra Den Grønne Standardhærs tropper til at bemande garnisonen i Lhasa frem for bannermænd. Ifølge Evelyn S. Rawski udgjorde både Den Grønne Standardhær og bannermænd Qing-garnisonen i Tibet. Ifølge Sabine Dabringhaus blev Den Grønne Standardhærs soldater, der talte mere end 1.300, stationeret af Qing i Tibet for at støtte den 3.000 stærke tibetanske hær.